# Afrosoricida
Red Afrosoricida (latinsko-grčko kompozitno ime sa značenjem „izgleda kao afrička rovčica”) sadrži zlatne krtice južne Afrike, porodicu Potamogalidae ekvatorijalne Afrike i druge tenreke Madagaskara. Ove familije malih sisara su tradicionalno smatrane delom reda Insectivora, a kasnije su uvrštene u Lipotyphla nakon što je Insectivora odbačena, pre nego što je za Lipotyphla utvrđeno da je polifilijski.
Neki biolozi koriste Tenrecomorpha kao ime za kladu tenrek-zlatnih krtica, dok Džeri Broner i Paulina Dženkins smatraju da je Afrosoricida podesniji izvor, uprkos njihove zabrinutosti oko sličnosti imena „Afrosoricida” i nesrodnog podroda rovčica Afrosorex.

## Sistematika
Tradicionalno su ove dve porodice bile u grupi Lipotyphla sa ježevima, rovčicama i krticama. Međutim, oduvek su postojala mišljenja manjina prema kojima Tenrecomorpha, ili barem zlatne krtice, nisu pravi lipotiflani. Ova mišljenja sada podržavaju mnoga genetička istraživanja koja ukazuju na povezanost između Tenrecomorpha i raznih drugih afričkih sisara u nadredu Afrotheria; međutim, ne postoje snažni morfološki dokazi koji bi s povezali Afrosoricida sa drugim afroterijanima. Afrosoricidi se ponekad smatraju delom Afroinsectiphilia, klade u Afrotheria.
Po pravilu, tenreci i rovčice su obično male životinje koje variraju od 4 cm do 39 cm dužine. Ne postoji izrazit telesni tip, jer su evoluirali da preuzmu nišu koja jede insekte na Madagaskaru. Međutim, na osnovu zauzete niše, oni izgledaju poput rovčica, ježeve ili vidri. Njihovo krzno može da varira od glatkog do bodljikavog, a boja krzna je uglavnom tamno smeđa. Većina vrsta je takođe noćna i ima loš vid. Međutim, njihovi brkovi su prilično osetljivi i mogu otkriti vrlo male vibracije u tlu kako bi locirali svoj plen.
- Infraklasa Eutheria: materični sisari[2][3]
  - Nadred Afrotheria[4][5][6]
    - Klada [7][8]
      - Red 
        - Podrod 
          - Familija 
            - Rod 

            - Rod 

          - Familija 
            - Podfamilija Geogalinae (1 vrsta)
              - Rod 

            - Podfamilija Oryzorictinae (24 vrste)
              - Rod 

              - Rod 

              - Rod 

            - Podfamilija Tenrecinae (5 vrsta)
              - Rod 

              - Rod 

              - Rod 

              - Rod 

          - : Rod †Plesiorycteropus

        - Podrod 
          - Familija 
            - Podfamilija Chrysochlorinae (11 vrsta)
              - Rod 

              - Rod 

              - Rod 
                - Podrod 

                - Podrod 

              - Rod 

              - Rod 

              - Rod 

            - Podfamilija Amblysominae (10 vrsta)
              - Rod 

              - Rod 
                - Podrod 

                - Podrod 

                - Podrod 

              - Rod

## Literatura
- Kriegs, Jan Ole; Gennady Churakov; Martin Kiefmann; Ursula Jordan; Juergen Brosius; Juergen Schmitz (2006). „Retroposed Elements as Archives for the Evolutionary History of Placental Mammals”. PLoS Biol. 4 (4): e91. PMC 1395351 . PMID 16515367. doi:10.1371/journal.pbio.0040091. (pdf version)
- William J. Murphy; Eduardo Eizirik; Mark S. Springer;  . (14. 12. 2001). „Resolution of the Early Placental Mammal Radiation Using Bayesian Phylogenetics” (PDF). Science. 294 (5550): 2348—2351. Bibcode:2001Sci...294.2348M. PMID 11743200. doi:10.1126/science.1067179. Архивирано из оригинала (PDF) 27. 03. 2016. г. Приступљено 26. 08. 2019.
- Seiffert, Erik; Guillon, JM (2007). „A new estimate of afrotherian phylogeny based on simultaneous analysis of genomic, morphological, and fossil evidence”. BMC Evolutionary Biology. 7: 13. PMC 2248600 . PMID 17999766. doi:10.1186/1471-2148-7-224.